# Zamboanga del Norte
Zamboanga del Norte hay gọi tắt là ZANORTE là một tỉnh của Philippines nằm ở Bán đảo Zamboanga ở đảo Mindanao. Thủ phủ là thành phố Dilopog. Tỉnh giáp với Zamboanga del Sur và Zamboanga Subugay ở phía nam và Misamis Occidental ở phía đông. Biển Sulu ở phía tây bắc của tỉnh. Đây là tỉnh rộng nhất trong vùng.

## Lịch sử
Cái tên Zamboanga xuất phát từ tiếng Mã Lai "Jambangan", có nghĩa là chậu hoa hoặc chỗ của hoa. Các cư dân bản địa sinh sống ở bán đảo Zamboanga là người Subanen, họ sống dọc theo các con sông. Những người nhập cư sau đó là những người Hôi giáo từ các tỉnh lân cận. Người Maguindanaoan và người Kalibugan là nông dân còn người Tausug, Samal và Badjao là ngư dân; người Maranao làm nghề buôn bán và thợ thủ công. Thảm dệt do những người định cư Hồi giáo chiếm lĩnh.
Trong lịch sử Zamboanga là một phần của tỉnh Moro, gồm có năm quận: Cotabato, Davao, Sulu, Lanao và Zamboanga. Năm 1940 các quận này trở thành các tỉnh riêng biệt. thành phố Zamboanga trở thành tỉnh lị của tỉnh Zamboanga.
Lịch sử ban đầu của Zamboanga del Norte liên quan đến thành phố Zamboanga, trung tâm của toàn bộ Mindanao, nhất là thời kỳ phụ thuộc vào Hoa Kỳ. Khi thành phố Zamboanga trở thành một thành phố đủ tư cách ngày 12/10/1936, nó bao gồm đầu phía nam của bán đảo Zamboanga và đảo Basilan, và trở thành thành phố lớn nhất trên thế giới về diện tích. Tất cả thay đổi vào năm 1994 khi Basilan trở thành một thành phố riêng biệt và bị tách thêm thành hai tỉnh riêng biệt năm 1952, trong đó có Zamboanga del Norte

## Nhân khẩu
Zamboanga del Sur có số dân là 823.130 người theo thống kê năm 2000, mật độ là 124/km². Tỉnh đứng thứ 27 toàn quốc cả về dân số và mật độ. Ngôn ngữ chính được sử dụng trong tỉnh là tiếng Cebuano, tiếng Zamboangueño/Chavacano, [[tiếng Anh, tiếng Tagalog cũng được sử dụng, cư dân bản địa trong tỉnh vốn sử dụng tiếng Subanon, nhất là khu vực cao nguyên.

## Kinh tế
Khoảng một nửa diện tích đất trong tỉnh dành cho nông nghiệp. Ngũ cốc, dừa và lúa gạo là các nông sản chính. Tỉnh cúng có những nguồn tài nguyên biển và khoáng sản phong phú

## Hành chính
Tỉnh có 2 thành phố là Dapitan và Dipolog và 25 đô thị tự trị:
| - Leon B. Postigo - Baliguian - Godod - Gutalac - Jose Dalman - Kalawit - Katipunan - La Libertad - Labason - Liloy - Manukan - Mutia - Piñan | - Polanco - Pres. Manuel A. Roxas - Rizal - Salug - Sergio Osmeña Sr - Siayan - Sibuco - Sibutad - Sindangan - Siocon - Sirawai - Tampilisan |